# Горній Томаш
45°53′ пн. ш. 16°56′ сх. д. / 45.89° пн. ш. 16.93° сх. д.
Горній Томаш (хорв. Gornji Tomaš) — населений пункт у Хорватії, у Б'єловарсько-Білогорській жупанії у складі міста Б'єловар.

## Населення
Населення за даними перепису 2011 року становило 94 осіб.
Динаміка чисельності населення поселення: